# کودکی و جامعه
کودکی و جامعه (به انگلیسی: Childhood and Society) کتابی از اریک اچ. اریکسون روانکاو درباره اهمیت اجتماعی کودکی است که در سال ۱۹۵۰ چاپ شد.

## خلاصه
اریکسون اهمیت اجتماعی کودکی را مورد بحث قرار می‌دهد و ایده‌هایی مانند هشت مرحله رشد روانی-اجتماعی و مفهوم بحران هویت را معرفی می‌کند.

## واکنش‌ها
کودکی و جامعه نخستین کتاب اریکسون بود که محبوب شد. فردریک کروز منتقد این کار را «کتابی مهم و خواندنی که نظریه رشد فروید را گسترش می‌دهد»، توصیف می‌کند. دستنامه هویت آکسفورد (به انگلیسی: Oxford Handbook of Identity) اریکسون را چهره نقش‌آفرین در «رویکرد تکاملی درک هویت» نام می‌برد.